# Club Natació Prat
El Club Natació Prat és un club d'esport català, fundat el 1972 a la ciutat del Prat de Llobregat. El club té, actualment, 2 seccions: natació i triatló.

## Història
El C.N. Prat organitza anualment el triatló 'Ciutat del Prat'. Aquesta prova va néixer amb la voluntat d'acomplir un objectiu principal com és la promoció i difusió en l'àmbit popular d'aquest esport i, en l'actualitat, també pretén retre homenatge a José Manuel Felipe, un dels quatre esportistes que va tenir un paper destacat en la posada en marxa de la secció de triatló del club. Felipe va morir el 1996 en un accident de bicicleta mentre entrenava per una de les carreteres de la rodalia del Prat.
Molts esportistes de renom han format part de l'entitat, com Antonio Subirana (Waterpolista Olímpic i un dels millors nedadors estatals de la seva època), Maria del Mar Sanromà, Joan Carles Castañé (Medallista i recordman paralímpic a Los Angeles 84, Seul 88 i Barcelona 92), Salvador Pérez (Gran nedador de travessies i guanyador del Descens Internacional del riu Ebre, de 15 km), a més de diferents medallistes nacionals com Julio Cardo, Leyre Chueca, Alba de la Rocha i Sergio García (record d'Espanya en diferents proves, a més d'haver participat en Jocs Olímpics de Pekin 2008).
L'any 2009 per primer cop a la història, l'equip masculí del Club Natació Prat va guanyar el Campionat d'Espanya de Triatló que es va celebrar a Vitoria-Gasteiz en la prova de distància C (4000 metres de natació, 120 km de ciclisme i 30 km a peu) en categoria elit.